# Itara sabahensis
Itara sabahensis är en insektsart som beskrevs av Andrej Vasiljevitj Gorochov 1997. Itara sabahensis ingår i släktet Itara och familjen syrsor. Inga underarter finns listade i Catalogue of Life.